# Un coq chanta
Un coq chanta est une nouvelle de Guy de Maupassant, parue en 1882.

## Historique
Un coq chanta est initialement publiée dans la revue Gil Blas du 5 juillet 1882, puis dans le recueil Contes de la bécasse en 1883.  
La nouvelle est dédiée à son ami peintre René Billotte.

## Résumé
Mme Berthe d’Avancelles a longtemps repoussé les avances du baron Joseph de Croissard. Ce dernier se ruine en festivités coûteuses pour la conquérir, notamment en parties de chasse. C’est dans le cadre d’une de ces parties d’automne que la veille du départ à la chasse, Mme d’Avancelles s’engage à lui céder s’il tue le sanglier. Le Baron s’arrange pour qu’il en soit ainsi mais, pendant la chasse, son aimée rajoute une nouvelle exigence : le sanglier devra mourir sous ses yeux. L’animal les frôle et le baron se lance à sa poursuite et met fin à ses jours. Le soir, tous deux se promènent dans le parc attenant à la demeure du baron et au moment de se séparer, Mme d’Avancelles lui dit : « non, je vais dormir… Qui m’aime me suive ! ». Quand le château est endormi, le baron se rend jusqu’à la chambre de la jeune femme, dont la porte n’est pas fermée à clef. Il entre, embrasse ses genoux quand elle lui murmure : « Je vais revenir. Attendez-moi. » Le baron va l’attendre dans le lit mais la fatigue le terrasse et il s’endort jusqu’au chant du coq qui le réveille en sursaut. Confus par le corps féminin près de lui et le décor inaccoutumé, il se demande où il est. Son amie lui répond « du ton hautain dont elle parlait à son mari : “Ce n’est rien. C’est un coq qui chante. Rendormez-vous monsieur, cela ne vous regarde pas.” ».

## Personnages
• Le baron Joseph de Croissard
• Mme Berthe d’Avancelles 

## Extraits
Mme d’Avancelle au baron : « Si je dois tomber, mon ami, cela ne sera pas avant la chute des feuilles. J’ai trop de choses à faire cet été pour avoir le temps. »
Le narrateur à la fin du livre : « Tout à coup, la fenêtre étant restée entr’ouverte, un coq, perché dans un arbre voisin, chanta. »
Mme Berthe avait dit, en riant, au baron : « Baron, si vous tuez la bête, j’aurai quelque chose pour vous. »

## Édition française
- Un coq chanta, dans Maupassant, Contes et Nouvelles, tome I, texte établi et annoté par Louis Forestier, éditions Gallimard, Bibliothèque de la Pléiade, 1974  (ISBN 978 2 07 010805 3).